# Portal Tombs von Malin More
Die Portal Tombs von Malin More (irisch Málainn Mhóir) bei Glencolumbkille im County Donegal in Irland bilden eine Linie von sechs Dolmen, die sich über eine Länge von etwa 90 Metern erstreckt. Es gibt Hinweise darauf, dass die Megalithanlagen von einem einzigen geraden Cairn bedeckt wurden. Die Portal Tombs werden in die späte Jungsteinzeit datiert. 
Als Portal Tombs werden Megalithanlagen auf den Britischen Inseln bezeichnet, bei denen zwei gleich hohe, aufrecht stehende Steine mit einem Türstein dazwischen, die Vorderseite einer Kammer bilden, die mit einem zum Teil gewaltigen Deckstein bedeckt ist. Sämtliche Anlagen, die von West nach Ost nummeriert sind, sind frühchristlicher Zerstörung zum Opfer gefallen. Jeweils drei Anlagen liegen in getrennten Feldern. Sie sind ein irisches National Monument.

## Feld 1
Das erste Grab ist ein enormes Portal Tomb mit einem Doppeldeckstein. Der obere Deckstein ist über den Portalstein verkippt worden. Tomb 2 ist ein kleines Grab etwa 15 Meter östlich von Grab 1. Weitere 15 Meter entfernt steht Grab 3, das etwas größer als Nummer 2 ist. 

## Feld 2
Das vierte Denkmal liegt eingestürzt in der westlichen Ecke des zweiten Feldes. Alles, was von Grab 5 blieb, ist der große Deckstein, der an einem einzelnen Portalstein anliegt. In der östlichen Ecke des Feldes steht das sechste Portal Tomb, das wie Grab 1 einen Doppeldeckstein hatte. Beide waren nach Osten ausgerichtete eindrucksvolle Beispiele der Dolmen dieses Typs.
100 m westlich der Portal Tombs steht in einer Linie mit den Gräbern ein Menhir neben einem Cairn. 